# Innocenzo Maria Liruti
Innocenzo Maria Liruti (citato anche Lirutti; Villafredda, 7 ottobre 1741 – Verona, 11 agosto 1827) è stato un vescovo cattolico e teologo italiano.
Monaco della Congregazione cassinese, fu autore di alcuni testi di carattere teologico-giuridici e, negli ultimi anni di vita, vescovo di Verona dal 18 settembre 1807 fino alla sua morte, avvenuta l'11 agosto 1827.

## Genealogia episcopale
La genealogia episcopale è:
- Cardinale Scipione Rebiba
- Cardinale Giulio Antonio Santori
- Cardinale Girolamo Bernerio, O.P.
- Arcivescovo Galeazzo Sanvitale
- Cardinale Ludovico Ludovisi
- Cardinale Luigi Caetani
- Cardinale Ulderico Carpegna
- Cardinale Paluzzo Paluzzi Altieri degli Albertoni
- Papa Benedetto XIII
- Papa Benedetto XIV
- Papa Clemente XIII
- Cardinale Francesco Saverio de Zelada
- Papa Pio VII
- Arcivescovo Antonio Codronchi
- Vescovo Innocenzo Maria Liruti, O.S.B.